# Семашко Олександр Богданович
Семашко Олександр Богданович на Хупкові (пом. 1597) — руський шляхтич, урядник Великого князівства Литовського, а відтак Речі Посполитої.

## Життєпис
Батько — Богдан Семашко, мати — дружина батька княжна Анна Путята, остання дідичка містечка Тучина з роду Путят. 1577 року брав участь в обороні міста Дубна від нападу татар. Першим у роді перейшов з православ'я на католицтво в 1586 році під впливом о. Бенедикта Гербеста ТІ..
Уряди (посади) — підкоморій володимирський (посідаючи цей уряд, брав участь та підписав Люблінську унію 1569 року); також брацлавський каштелян (1581—1597), староста луцький (1588—1597). 1583 року зафіксовано сплату ним податків з дідичного Тучина.
Для збільшення маєтностей часто застосовував насильство, силу. В 1560—1565 роках мав «війну» з князем Романом Сангушком за маєток Пісочно, яке за угодою 21 грудня 1565 було відмежоване від Мельницької волості. Близько 1572 року захопив село Ставок (пол. Stawek) — власність луцького православного владики Йони Борзобагатого-Красенського. Головною «жертвою» його нападів після отримання посади луцького старости став владика Кирило Терлецький, двір та катедра якого розташовувалися на верхньому замку в Луцьку. 20 квітня 1591 затримав його в замку, гайдуки обстріляли катедральний собор Івана Богослова. З його відома підстароста Щенсний Ґаленський 18 травня 1591 напав та пограбував Жидичинський монастир, збирав мито від купців, які приїхали на ярмарок.
Перша дружина — Анастасія з Воловичів, відомі діти:
- Варвара (Барбара), дружина Адама Боговитина
- Микола — брацлавський каштелян, староста луцький, прихильно ставився до домініканців

Друга дружина — княжна Варвара Порицька, діти:
- Марціан (пом. 1600), 20 липня 1598 року згаданий як любачівський каштелян
- Єва — дружина Яна Харленського.

Помер перед 20 грудня 1597 р. Поховання Олександра Семашка відбувалося в замковому костелі на Хупкові 14 травня 1598 р.

### Історія з Богданою Семашко
Після смерти батька двоюрідної сестри Василя та другого шлюбу матері за Іваном Чапличем став її опікуном. 1566 року уклав формальний договір з мельницьким старостою Григорієм Воловичем про шлюб дівчини з його теж малолітнім сином у 1571 році та обіцянкою повернути її спадок. Цього не визнала мати Богдани через те, що угоду уклали без неї. Після повноліття дівчини мати вирішила видати її за князя Януша Четвертинського, запросила О. Семашка на весілля, який перед цим поїхав до Варшави, де отримав королівський лист із забороною весілля через укладену ним раніше угоду. Семашко в перемовинах з Чапличами погоджувався на весілля за умови, що не подасть звіту за опіку, з чим не погодились Чапличі — Іван подав до суду, головував на якому Богуш Корецький — призначений батьком опікуном Богдани, який дав раніше дозвіл на її шлюб за Четвертинським. Юридичним казусом справи було те, що Семашко — жадібний, жорстокий чоловік — уклав угоду з Воловичем згідно з всіма вимогами.